# Prohibido (Remix)
Prohibido (Remix) è un singolo del gruppo musicale messicano CD9, in collaborazione con la cantautrice argentina Lali Espósito e la cantautrice spagnola Ana Mena, pubblicato il 25 maggio 2018.

## Descrizione
Il brano, scritto dalle stesse due artiste con Andrés Restrepo, Bruno Nicolás Fernández, Daniel Giraldo, David Augustave Picanes, Edgar Barrera, Felipe Ramírez, Gustavo Novello, Hulian Mejía, Johan Espinosa, José Luis de la Peña, Luis Burgio e Pablo Askelrad, è prodotto da Icon Music.

## Video musicale
Il video musicale è stato pubblicato il 22 giugno 2018 attraverso il canale YouTube del gruppo musicale.

## Tracce
Testi e musiche di Ana Mena Rojas, Mariana Espósito, Andrés Restrepo, Bruno Nicolás Fernández, Daniel Giraldo, David Augustave Picanes, Edgar Barrera, Felipe Ramírez, Gustavo Novello, Hulian Mejía, Johan Espinosa, José Luis de la Peña, Luis Burgio e Pablo Askelrad.
1. Se te olvidó (feat. Lali Espósito e Ana Mena) – 4:07